# Alberto Colunga
Alberto Colunga Cueto, O.P., (Noreña, 27 de noviembre de 1879-Caleruega, 22 de abril de 1962) fue un sacerdote dominico español, catedrático, biblista y consultor de la Comisión Pontificia Bíblica. Realizó junto al canónigo Eloíno Nácar una traducción crítica, literal y directa del hebreo, arameo y griego al castellano de la Biblia, versión conocida como Nácar-Colunga, que publicó en 1944. Y dos años después con Lorenzo Turrado una nueva edición de la Vulgata, conocida como la Colunga-Turrado.

## Biografía
El 17 de septiembre de 1895 ingresa en el noviciado de los dominicos en el convento de San Juan Bautista de Corias, donde hizo la profesión solmene y realizó los estudios de Filosofía requeridos entonces en la Orden de Predicadores (1896-1900). Los estudios de Teología los realiza en el Convento de San Esteban de Salamanca (1900-1905). Recibió la ordenación sacerdotal en Salamanca en el 19 de diciembre de 1903. En 1905 obtuvo el título de Lector en Teología (el doctorado en la Orden de Predicadores). Ese mismo año es enviado a realizar estudios bíblicos en la Escuela Bíblica de Jerusalén (1905-1907), obteniendo en Roma, en 1907, el título de Prolita en Sagrada Escritura expedido por la Pontificia Comisión Bíblica. De 1907 a 1912 ejerce como profesor de Hebreo, Griego, Francés y Filosofía en el Convento de San Juan de Corias.
En 1912 es llamado a Roma por el Maestro general de la Orden para hacerse cargo de las asignaturas de Antiguo Testamento e Introducción general a la Sagrada Escritura en el Colegio Internacional Angelicum (actual Universidad Pontificia de Santo Tomás de Aquino), cargo que desempeñará hasta 1920. En 1919 dio a la imprenta su obra Introductio Theologico-Historica in Sacram Scripturam universam, que cuando estaba ya en galeradas de imprenta se le retiró el Nihil Obstat de los censores. Los problemas generados por esta obra y la necesidad de reforzar el cuadro de profesores en el Estudio general de Salamanca motivaron su traslado a la ciudad del Tormes en 1920, donde impartirá diversas asignaturas hasta su jubilación en 1957. Fue profesor en el Convento de San Esteban de Salamanca desde 1920 hasta 1957, y en la Universidad Pontificia de Salamanca desde 1940 hasta 1957. En 1928 sucedió a Vicente Beltrán de Heredia como director de la revista La Ciencia Tomista, cargo que ejerció hasta 1936, siendo sucedido por Guillermo Fraile.
En 1944 publicó, junto con el canónigo Eloíno Nacar, una edición castellana -con notas- de las Sagradas Escrituras, traducidas de las lenguas originales. Dos años después, en 1946, publicó, junto con el canónigo Lorenzo Turrado, una edición de la Biblia Vulgata. En 1945 fue nombrado consultor de la Pontificia Comisión Bíblica por el Papa Pío XII.
Pasó sus últimos años en el noviciado de Caleruega, actualmente Convento y Casa de Espiritualidad de la Orden de Predicadores, donde se encuentra enterrado.

## Obra

#### Libros
- Introductio Theologico-Historica in Sacram Scripturam universam (Roma, 1919). Obra inédita. En la biblioteca del Convento de San Esteban de Salamanca se conservan las galeradas de imprenta encuadernadas.

- Historia del Santuario de Nuestra Señora de la Peña de Francia (Salamanca, 1944, 1ª ed.).
- Tratado de la Creación corpórea. Comentario a la Suma Teológica, I, qq. 65-75. Madrid, BAC, 1950.
- Tratado de la Profecía. Comentario a la Suma Teológica, II-II, qq. 171-178. Madrid, BAC, 1955.
- Tratado de la Ley Antigua. Comentario a la Suma Teológica, I-II, qq. 98-108. Madrid, BAC, 1956.

#### Ediciones de laBiblia
- Sagrada Biblia, versión directa del los textos originales (Madrid, 1944, 1ª ed.). En colaboración con el canónigo Eloíno Nácar.

- Biblia Sacra iuxta Vulgatam Clementinam (Madrid, 1946, 1ª ed.). En colaboración con el canónigo Lorenzo Turrado.

#### Colaboración en obras colectivas
- "El estudio científico e íntegro de la Escritura", en: XIII Semana Bíblica Española. 24-29 sept. 1952 (Madrid, 1953) pp. 287-299.
- "El Pentateuco", en: Biblia Comentada, vol. I (Madrid, 1960). En colaboración con M. García Cordero, O.P.

#### Artículos
- "Los sentidos de la Escritura y las leyes de la Hermenéutica", en: La Ciencia Tomista 2 (1910-1911) 226-240.
- "Sentidos de las profecías", en: La Ciencia Tomista 2 (1910-1911) 368-376.
- "Sentidos de las profecías", en: La Ciencia Tomista 3 (1911) 29-45.
- "Naturaleza de la Escritura. La gracia y la verdad divina en el hombre", en: La Ciencia Tomista 7 (1913) 5-28.
- "Crisis de la crítica del Pentateuco", en: La Ciencia Tomista 8 (1913-1914) 353-371.
- "El Cardenal Cayetano y los problemas de introducción bíblica", en: La Ciencia Tomista 18 (1918) 21-32, 169-175.
- "La obra de los seis días (Gén 1, 1 - 2, 4)", en: La Ciencia Tomista 19 (1919) 21-33, 273-282.
- "El Cardenal Cayetano y los problemas de introducción bíblica", en: La Ciencia Tomista 20 (1919) 43-50.
- "El método histórico en el estudio de la Sagrada Escritura, según Santo Tomás", en: La Ciencia Tomista 35 (1927) 30-51.
- "La inspiración divina en la S. Escritura", en: La Ciencia Tomista 42 (1930) 58-77.
- "El autor de la Biblia y la Ciencia", en: La Ciencia Tomista 43 (1931) 145-168.
- "La Encíclica 'Divino afflante Spiritu' de S. S. Pío XII sobre la Sagrada Escritura", en: La Ciencia Tomista 66 (1944) 125-150.
- "Los géneros literarios de la S. Escritura. La exégesis de los Apóstoles", en: La Ciencia Tomista 68 (1945) 323-361.
- "Los géneros literarios de la S. Escritura. La exégesis de los Apóstoles", en: La Ciencia Tomista 70 (1946) 4-36.